# Whiskeyupproret
Whiskeyupproret, engelska Whiskey Rebellion var ett uppror i USA från 1791 till 1794, mot den federala regeringens skatt på whiskey.
Striderna mellan de federala trupperna och upprorsmännen skedde i Maryland och Pennsylvania.